# Myth (streameur)
Pour les articles homonymes, voir Myth.
Ali Kabbani (né le 24 mai 1999), plus connu sous le nom de Myth, est un streameur américain sur YouTube et un ancien joueur professionnel de Fortnite Battle Royale. Kabbani compte plus de 4,5 millions d'abonnés sur sa chaîne YouTube.

## Carrière

### Stream
Le compte YouTube de Kabbani a été créé le 3 novembre 2013. Il a commencé la diffusion en direct sur Twitch en 2016 et a principalement streamé sur le jeu Paragon, une arène de combat en ligne multijoueur à la troisième personne développée par Epic Games. Ses streams sont devenus beaucoup plus populaires lorsqu'il a commencé à streamer Fortnite Battle Royale dans la seconde moitié de 2017. Fin janvier 2018, Kabbani comptait plus de 200 000 abonnées sur Twitch et fin juin de la même année, ce nombre était passé à plus de 3,2 millions.
Kabbani a rejoint Team SoloMid (TSM) en 2018 et a été capitaine d'une équipe composée de Daequan, Darryle « Hamlinz » Hamlin, Juan « CaMiLLs » Camilla (sub) et lui-même. Kabbani a participé au tournoi Ninja Vegas en avril 2018. En outre, les streams de Kabbani ont inclus une variété d'autres streameurs populaires, notamment Pokimane et summit1g. Kabbani compare les mécanismes de construction et d'édition de Fortnite à un dérivé du jeu d'échecs.
En mars 2019, Ninja a été payé 1 million de dollars pour streamer sur Apex Legends, tandis que Kabbani a reçu un montant non divulgué. Kabbani a joué le rôle de chef d'équipe de la TSM sur le jeu Valorant lors de la série Twitch Rivals. En juillet 2021, il comptait plus de 7,4 millions de followers et plus de 158 millions de vues sur Twitch.
Le 28 décembre 2021, Kabbani a annoncé qu'il ne renouvellerait pas son contrat avec la TSM, invoquant la perte d'un environnement familial, après le départ de ses amis Bjergsen et Leena. En juillet 2022, Kabbani a annoncé un contrat d'exclusivité de diffusion avec YouTube.

### Boxe
En décembre 2022, Kabbani a participé à l'événement de boxe d'échecs de Ludwig Ahgren intitulé Mogul Chessboxing Championship au Galen Center de Los Angeles, en Californie, États-Unis. Kabbani a combattu et battu Cherdleys par échec et mat au sixième round.
En avril 2023, Kabbani a fait ses débuts en boxe traditionnelle dans Creator Clash 2 contre Hundar à l'Amalie Arena de Tampa, en Floride (États-Unis). Kabbani a battu Hundar par KO au premier round.

## Combat boxe

### Expositions
| 1 combats       | 1 victoires | 0 défaites |
| Avant la limite | 0           | 0          |
| Sur décision    | 1           | 0          |

| No. | Resultat  | Score | Opposant | Type | Round, temps | Date          | Lieu                            | Notes |
| --- | --------- | ----- | -------- | ---- | ------------ | ------------- | ------------------------------- | ----- |
| 1   | Vainqueur | 1–0   | Hundar   | TKO  | 1 (5), 2:00  | 15 avril 2023 | Amalie Arena, Tampa, États-Unis |       |

## Voir également
- Liste des chaînes Twitch les plus suivies